# Лоскутушка (страна Оз)
Лоскутушка (англ. Patchwork Girl, в книге именуется также «Обрывки» (англ. Scraps)) — персонаж из серии книг американского писателя Л. Ф. Баума о сказочной стране Оз. Впервые появилась в книге «Лоскутушка из страны Оз» (1913).

## История
Лоскутушка — живая тряпичная кукла, сделанная из лоскутного шитья (откуда её собственное имя — «Обрывки»), с глазами-пуговицами, волосами из коричневой пряжи, войлочным языком и зубами из искусственного жемчуга. Лоскутушку оживил волшебник из страны Жевунов доктор Пипт с помощью Оживительного Порошка для того, чтобы она была служанкой для жены доктора — Марголотт. Когда Лоскутушку оживляли, она радостно прыгала и случайно пролила Окаменяющую Жидкость на жену доктора Пипта и дядюшку Счастливого Оджо, превратив их в камень. Поэтому большая часть приключений Лоскутушки в первой книге связана с поиском ингредиентов против действия Окаменяющей Жидкости
Позже Лоскутушка стала спутницей Страшилы, который нашел её довольно красивой.
Лоскутушка является одним из главных героев книг «Король гномов из страны Оз» и «Удивительный  город страны Оз», а также главной героиней книги «Беглец в стране Оз».
Образ Лоскутушки появился у Баума, вероятно, под влиянием образа маленькой чёрной рабыни Топси из книги Г.Бичер-Стоу «Хижина дяди Тома», и, в свою очередь, вероятно, оказал влияние на создание американским писателем Джонни Груллом образа Тряпичной Энни.

## Экранизации, телевидение, компьютерные игры
Лоскутушка появляется в пяти фильмах, два из которых были сделаны для телевидения. Когда Баум снимал первый фильм о Лоскутушке — «Лоскутушка из страны Оз», он не смог найти на её роль женщину подходящей комплекции, поэтому её сыграл французский акробат Пьер Кудер. В 4-м эпизоде сериала 1950-х годов Walt Disney’s Disneyland её роль сыграла актриса Дорин Трейси.
В американском анимационном сериале 1991—1999 годов «Дети страны Оз», роль Лоскутушки озвучивала Лори Алан, по сценарию у героини было множество детей, таких же лоскутных, как она сама. Лоскутушка также фигурировала в фильме 1985 года «Возвращение в страну Оз» Уолтера Мерча.
В комиксе The Oz/Wonderland Chronicles Лоскутушка вместе с друзьями объединяется против «новой» ведьмы, которая стремится уничтожить страну Оз.
Лоскутушка также появляется в главной роли в пилотном эпизоде телефильма «Затерянные в стране Оз». В этом фильме её зовут Серена и подразумевается, что она когда-то была человеком. После того, как её лучшая подруга превратилась в новую Злую ведьму Запада, Серена была разорвана на части, но позже отремонтирована каким-то неизвестным. Ведьма также убила семью Серены, и последняя поклялась отомстить своей бывшей подруге. Внешность Серены в этом фильме сильно отличается от описания Лоскутушки в книге — она имеет спортивное телосложение, и выглядит как белая женщина с тёмными волосами, однако после того, как на ней рвётся платье, выясняется, что Серена изготовлена из ткани. В начале эпизода актриса также изобразил лучшего друга героини, Алекса, намекая на эпизод фильма 1939 года, в котором фигурировала Дороти с друзьями.
В компьютерной игре «Секретный изумрудный город» Лоскутушка владеет универсальным магазином, расположенным рядом с офисом Петры.
В пьесе Джейн Мартин 1982 года «Talking With…», состоящей из 11 десятиминутных монологов, второй монолог называется «Обрывки» (Scraps) и ведётся от лица домохозяйки, которая наряжается Лоскутушкой, чтобы отключиться от мирской жизни.